# Sveriges Neuropsykologers Förening

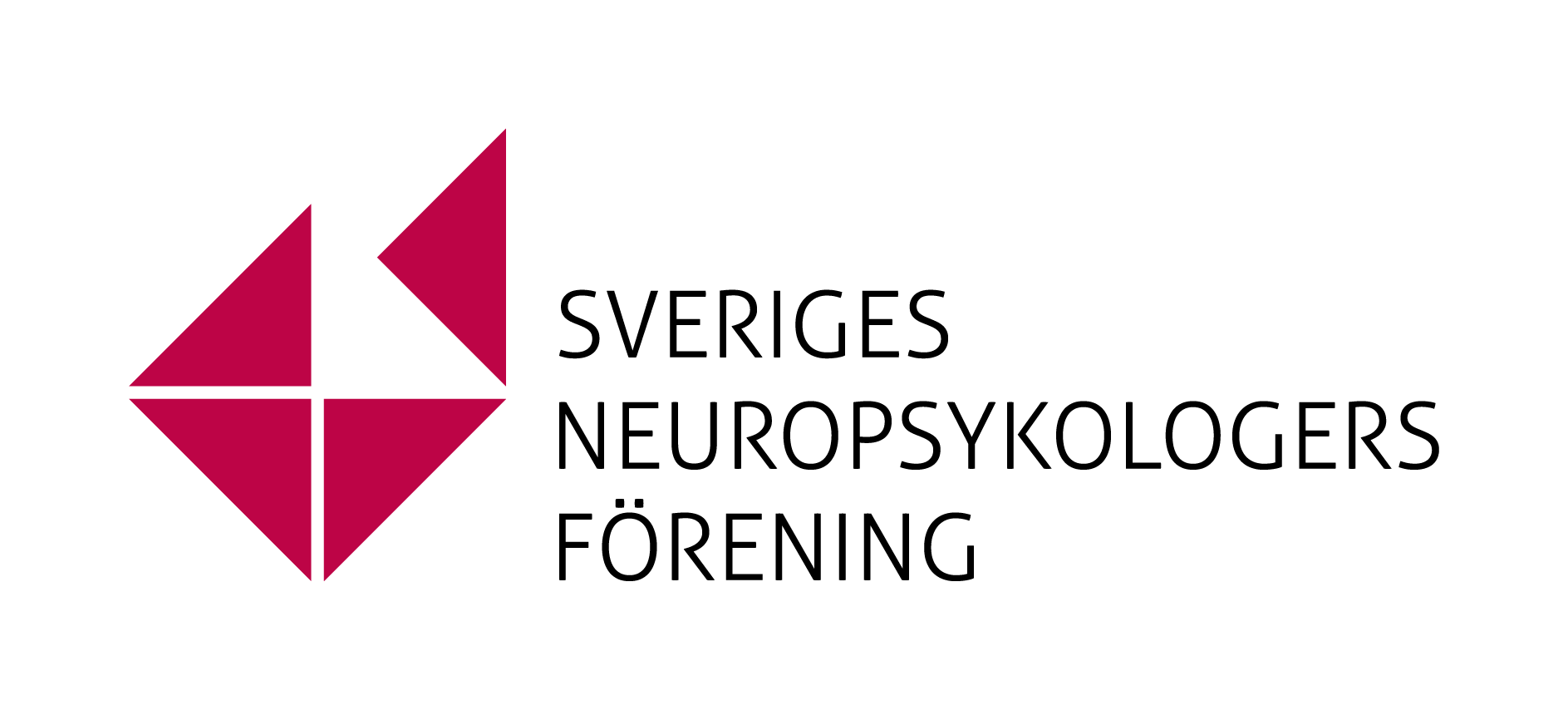
SNPF:s logotyp

Sveriges Neuropsykologers Förening (SNPF) är en yrkesföreningen inom Sveriges Psykologförbund. Föreningen är med sina drygt 900 medlemmar den största yrkesföreningen inom Psykologförbundet, den bildades 1989 och har som syfte att sprida neuropsykologisk kunskap, vilket görs genom den årliga stämman, regionalt arrangerade seminarier samt en egen utgiven tidning. Föreningen utnämner en "årets talare" som håller föredrag vid fyra olika platser runt om i landet. De utnämner även forskningsstipendiater.